# Cyrtandra quinquenotata
Cyrtandra quinquenotata là một loài thực vật có hoa trong họ Tai voi. Loài này được Kraenzl. mô tả khoa học đầu tiên năm 1927.